# 艾爾莎 (加利福尼亞州)
艾爾莎（英語：Elsa）是位於美國加利福尼亞州蒙特雷縣的一個非建制地區。該地的面積和人口皆未知。

## 地理
艾爾莎的座標為36°15′03″N 121°08′20″W / 36.25083°N 121.13889°W，而該地的平均海拔高度為92米（即302英尺）。